# Do You Hear What I Hear?
Do You Hear What I Hear? è una nota canzone natalizia, scritta nel 1962 da Noël Regney (1922-2002, autore del testo) e dalla moglie Gloria Shayne Baker (1923-2008, autrice delle musiche).

Il brano è stato inciso da circa un centinaio di cantanti, totalizzando nelle varie versioni del singolo oltre 10 milioni di copie vendute. La prima versione discografica fu della Harry Simeone Chorale, ma la versione che rese il brano celebre in tutto il mondo fu quella di Bing Crosby del 1963.

## Storia
La canzone fu scritta da Gloria Shayne Baker e Noël Regner come inno alla pace nell'ottobre del 1962, ovvero durante la crisi missilistica cubana, in piena guerra fredda.
Il brano fu quindi registrato in 45 giri dalla Harry Simeone Chorale: il disco vendette oltre 250 000 copie durante il Natale del 1962.
La canzone fu poi incisa da Bing Crosby per il suo album natalizio I Wish You a Merry Christmas. Curiosamente, il cantante registrò questo inno alla pace il 22 novembre 1963, proprio il giorno dell'assassinio del presidente statunitense John Fitzgerald Kennedy.
Tra le prime versioni, vi furono poi, tra l'altro, quelle di John Gary (1963), Charlie Byrd (1967), Perry Como (1968) e Johnny Mathis (1969).

## Testo
Il testo è di carattere religioso e parla degli eventi relativi alla Nascita di Gesù. In particolare, viene citato l'episodio dell'adorazione da parte dei pastori, che si dicono l'un l'altro "Senti quello che sento io?" (Do you hear what I hear?).
Il brano chiude con un'invocazione alla pace.